# Uinen
Uinen je fiktivní bytost Středozemě, světa vytvořeného J. R. R. Tolkienem. Je jednou z Maiar, duchů Ainur, avšak nižšího stupně než Valar. Je Paní Moří, patronka námořníků a choť Ossëho. Miluje vše živé v moři a její vlasy prý pokrývají povrch moře. Z elfů ji nejvíce milují Teleri, ti se s ní u řeky Sirion přátelili a ona pro ně plakala po Zabíjení rodných v Alqualondë. V Druhém Věku se k ní modlili Númenorští námořníci, protože dokáže klidnit vlny a bouře, které vytváří Ossë a byli pod její ochranou, dokud ještě ctili Valar.

## Pojmenování
Překlad jejího jména nebyl plně vysvětlen a její jméno je patrně v jazyku Valar.